# ГЕС Альтнверт
ГЕС Альтнверт (нім. Kraftwerk Altenworth) — гідроелектростанція на річці Дунай в провінції Нижня Австрія. Розташована між іншими ГЕС дунайського каскаду — ГЕС Мельк (нім. Kraftwerk Melk) та ГЕС Грайфенштайн (нім. Kraftwerk Greifenstein).
Будівництво електростанції розпочалось у 1973 році та завершилось в 1976-му. В межах проекту Дунай перекрили гравітаційною греблею висотою 37 метрів. В центральній частині греблі обладнано шість водопропускних шлюзів із замикаючими клапанами вагою по 214 т. Біля лівого берега розташовані два шлюзи для обслуговування суден, а прилягаюча до правого берегу частина містить машинний зал. Перекриття річки не супроводжувалось затопленням великих територій, проте ряд приток були каналізовані та спрямовані в нові русла, які приєднуються до Дунаю нижче греблі Альтнверт (Кремс, Камп).
Основне обладнання станції включає 9 турбін типу Каплан, виготовлених компаніями Voith, Andritz та Nohab. Також встановлено 9 генераторів компанії VA TECH потужністю по 45 мегавольт-ампер. В підсумку це забезпечує річне виробництво на рівні біля 2 млрд кВт-год.